# 戴夫·特罗蒂尔
戴夫·特罗蒂尔（英語：Dave Trottier，1906年6月25日—1956年11月14日），加拿大男子冰球运动员，场上位置是前锋。他曾代表加拿大参加1928年冬季奥林匹克运动会冰球比赛，获得一枚金牌。